# Börjelslandet
Börjelslandet är en småort i Nederluleå socken i Luleå kommun. Börjelslandet breder ut sig på båda sidor om E 4, cirka 2,5 mil norr om Luleå. På byns västra sida ligger Persöfjärden och en bit öster om byn finns havet.

## Historia
Den förste prästen som var bosatt i Pite lappmark, Johannes Byrelius, var från Börjelslandet och skapade efternamnet efter ortens namn.

## Samhället
Innevånarna i Börjelslandet bor i villor och i lantbruksfastigheter. Det finns tre flerfamiljshus i byn och 14 sommarstugor.
Långt före E 4 var påtänkt gick den gamla kustlandsvägen genom byn och den nya vägen till grannbyn Sundom följer till stora delar fortfarande samma sträckning.